# 穆罕默德·贾法尔·阿萨迪
穆罕默德·贾法尔·阿萨迪（1948年—）出生于伊朗法尔斯省设拉子，伊朗伊斯兰革命卫队准将，曾参与过两伊战争和叙利亚内战，2008年至09年间担任了十个月的伊朗伊斯兰革命卫队地面部队司令。